# Districtul Baalbek
Districtul Baalbek (în arabă قضاء بعلبك) este un district administrativ în Guvernoratul Baalbek-Hermel a Republicii Liban, având capitala la Baalbek. Este de departe cel mai mare district din țară care cuprinde un total de 2.319 km2 (895 mi2).
Principalele orașe ale districtului sunt Hallanieh, Temnin el Fawka, Chmestar,  Duris, Jdeide, Kasarnaba și Bodai.

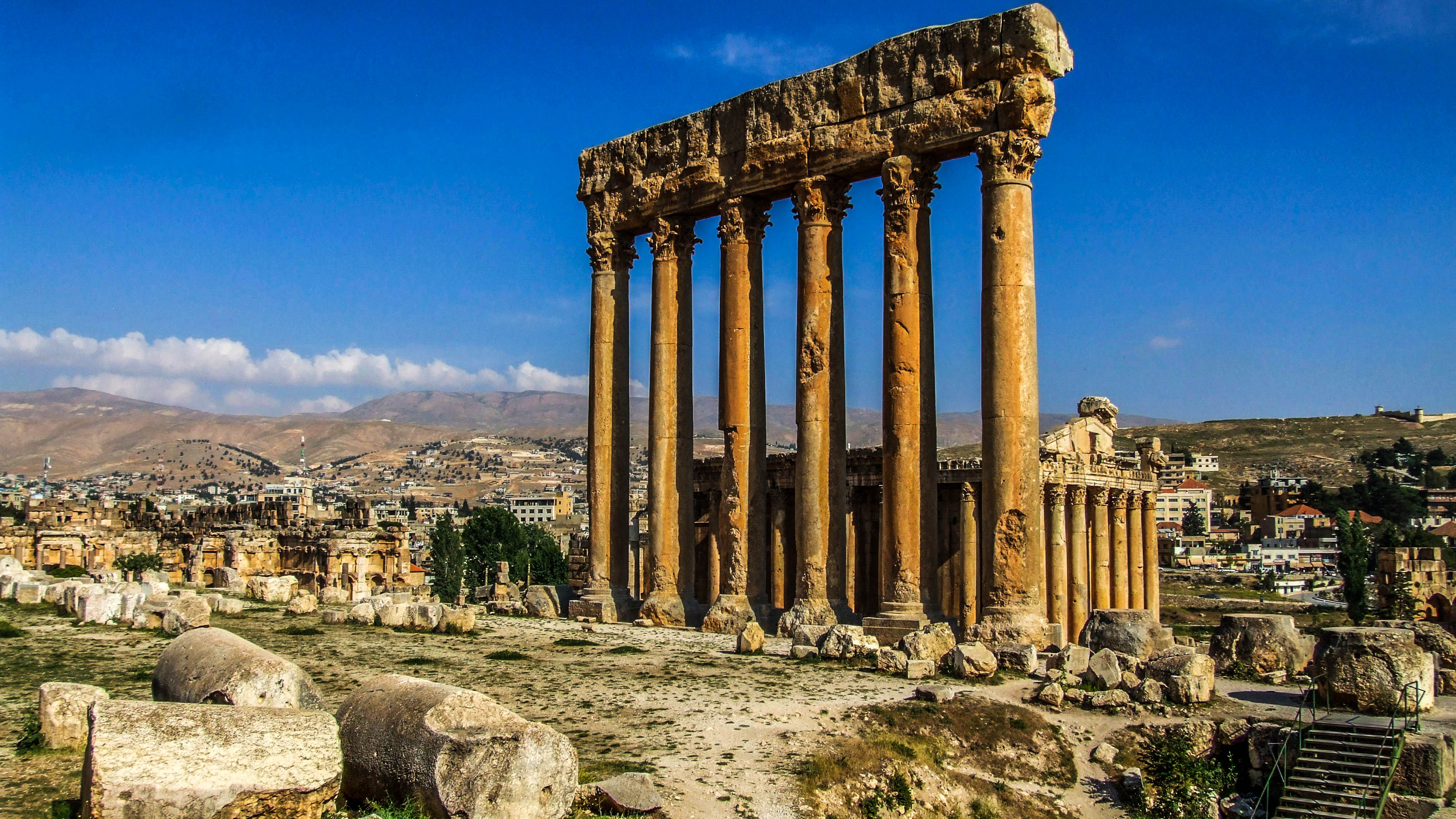
Templul Baalbeck